# Белоусовка (Башкортостан)
Белоусовка — упразднённая деревня Стерлитамакского района Башкортостана. В 2002 году вошла в состав Стерлитамака.
Находилась возле реки Стерля.

## История
Основана на территории Стерлитамакского уезда, известна с 1913 как хутор Добрая Надежда. С 1920‑х годов учитывалась как хутор Белоусово, с 1930‑х годов — деревня Белоусовка.
К 2002 году относилась к Отрадовскому сельсовету Стерлитамакского района.

## Население
| 1920 | 1939 | 1959 | 1989 |
| ---- | ---- | ---- | ---- |
| 56   | 123  | 79   | 56   |